# A25 (motorväg, Italien)
A25 är en motorväg i Italien som går mellan Pescara och Torano Nuovo.